# Лазаракия
Лазаракия (от греч. Λαζαράκια — «лазарчики») — греческая обрядовая выпечка, сладкие булочки, которые пекут в Греции и на Кипре православные христиане в Лазареву субботу, с которой начинается Страстная неделя. Их едят, чтобы отпраздновать чудо, когда Иисус воскресил Лазаря из мёртвых. Они имеют форму человека, закутанного в саван, как бы святого Лазаря из Вифании, с гвоздикой вместо глаз. Содержат несколько специй, не содержат молочных продуктов или яиц, и являются постной едой. По этой причине, в отличие от цуреки, они смазываются оливковым маслом, а не яйцом или маслом для придания блеска.
Женщины на Липси символически приравнивались к Деве Марии, и частью символики Страстной недели была смерть, переживаемая через материнство. Хотя в наше время лазаракию в основном покупают в пекарне, в прошлом женщины замешивали тесто для лазаракии, пекли в форме человека, как символ жизни, побеждающей смерть. Одна лазаракия будет храниться в доме в течение всего года и либо съедена на следующий год, либо брошена в море, чтобы её съела рыба .